# Михалёво (Могилёвская область)
Михалёво — деревня в составе Вендорожского сельсовета Могилёвского района Могилёвской области Республики Беларусь.
В деревне родился генерал-майор Феофан Широкий.

## Географическое положение
Ближайшие населённые пункты: Корчёмка, Дубинка.